# Nautilokaliks
Nautilokaliks (lat. Nautilocalyx), rod iz porodice gesnerijevki rasprostranjen po Južnoj Americi i Karibima
Dio je podtribusa Columneinae.

## Etimologija
Ime roda sastavljeno je od latinskog Nautilus, mornar ili morski mekušac s osebujnom ljušturom, i latinskog calyx = čaška. Nije jasno na što ime aludira.

## Povijest roda
Rod Nautilocalyx ustanovio je Hanstein u uvodu o rodovima Gesneriaceae u Novom svijetu (1854.), ali ga je 11 godina kasnije reducirao na sinonim za Episcia (Hanstein 1865.). Bentham (1876.) je zatim podijelio rod Episcia u šest odjeljaka uključujući sekt. Nautilocalyx. Sprague (1912) je uskrsnuo rod na temelju položaja ovula na jednoj ili obje površine posteljice. Međutim, Wiehler (1978) je otkrio da je Spragueov karakter nedosljedan i promjenjiv među nekim članovima Episcieae.
Nedavna molekularna filogenija (Mora & Clark 2016) otkrila je da Nautilocalyx kako je trenutačno definiran nije prirodna skupina. Utvrđeno je da vrste Nautilocalyx pripadaju različitim linijama. Međutim, Nautilocalyx treba dodatno uzorkovanje taksona prije nego što se predlože taksonomske promjene. 

## Opis roda
To su višegodišnje kopneno zeljasto bilje. Stabljika je uspravna, uzdižuća ili polegla, ± sukulentna. Listovi nasuprotni. Cvatovi aksilarni, cvjetovi u snopu ili pojedinačni cvjetovi, brakteole ponekad lisnate. Čašičasti listići nejednaki, gornji uvučeni oko vjenčića, zeleni ili obojeni. Vjenčić bijel do žut, obično s ljubičastim mrljama ili linijama, koso u čašci, cijev bočno proširena, s kratkom bazalnom vrećicom ili ostrugom, krak (limb) s gotovo jednakim režnjevima, cijeli, rubovi su im nazubljeni ili obrubljeni dlakama. Prašnici 4; filamenti bazalno povezani i prirasli uz bazu vjenčićeve cijevi; prašnici svojim vršcima spajaju se u dva para, odvajaju se uzdužnim prorezom. Nektarij jedna dorzalna ili od dvije žlijezde. Jajnik gornji; stigma dvousna. Plod je  kapsula.. Tipična vrsta je Nautilocalyx hastatus Linden ex Hanst., sinoniom za Nautilocalyx bracteatus.

## Vrste
1. Nautilocalyx aeneus (Linden & André) Wiehler
2. Nautilocalyx antioquensis Wiehler
3. Nautilocalyx arenarius L.E.Skog & Steyerm.
4. Nautilocalyx bicolor (Hook.) Wiehler
5. Nautilocalyx biserrulatus Kriebel
6. Nautilocalyx bracteatus (Linden) Sprague
7. Nautilocalyx bullatus (Lem.) Sprague
8. Nautilocalyx cataractarum Wiehler
9. Nautilocalyx colombianus Wiehler
10. Nautilocalyx decumbens (Mart.) Wiehler
11. Nautilocalyx ecuadoranus Wiehler
12. Nautilocalyx erytranthus J.L.Clark & M.M.Mora
13. Nautilocalyx fasciculatus L.E.Skog & Steyerm.
14. Nautilocalyx forgetii (Sprague) Sprague
15. Nautilocalyx glandulifer Wiehler
16. Nautilocalyx hirsutus (Sprague) Sprague
17. Nautilocalyx hirtiflorus (Spruce ex Hanst.) Sprague
18. Nautilocalyx kohlerioides (Leeuwenb.) Wiehler
19. Nautilocalyx lehmannii Wiehler
20. Nautilocalyx leticianus Wiehler
21. Nautilocalyx luciani (Linden & E.Fourn.) Wiehler
22. Nautilocalyx lynchii (Hook.f.) Sprague
23. Nautilocalyx maguirei L.E.Skog & Steyerm.
24. Nautilocalyx membranaceus (C.V.Morton) Wiehler
25. Nautilocalyx mimuloides (Benth.) C.V.Morton
26. Nautilocalyx mulfordii Wiehler
27. Nautilocalyx pallidus (Sprague) Sprague
28. Nautilocalyx pemphidius L.E.Skog
29. Nautilocalyx peruvianus Wiehler
30. Nautilocalyx picturatus L.E.Skog
31. Nautilocalyx pictus (Hook.) Sprague
32. Nautilocalyx punctatus Wiehler
33. Nautilocalyx purpurascens Kriebel
34. Nautilocalyx resioides (Leeuwenb.) Wiehler
35. Nautilocalyx rugosus R.Rojas & J.L.Clark
36. Nautilocalyx sastrei Wiehler
37. Nautilocalyx silvaticus (Cuatrec.) Wiehler
38. Nautilocalyx speciosus Wiehler
39. Nautilocalyx urticifolius (Leeuwenb.) Wiehler
40. Nautilocalyx vinosus Wiehler
41. Nautilocalyx whitei Rusby